# Chlorita zeravschanica
Chlorita zeravschanica är en insektsart som beskrevs av Dlabola 1961. Chlorita zeravschanica ingår i släktet Chlorita och familjen dvärgstritar.
Artens utbredningsområde är Uzbekistan. Inga underarter finns listade i Catalogue of Life.